# Njukscha (Fluss)
Die Njukscha (russisch Нюкжа) ist ein rechter Nebenfluss der Oljokma in der Region Transbaikalien und in der Oblast Amur im Süden von Ostsibirien.
Die Njukscha entspringt im Njukscha-Höhenrücken (Нюкжинский хребет). Sie fließt zu Beginn nach Nordosten. Bei Larba wendet sie sich dann nach Nordwesten und fließt entlang der Südflanke des westlichen Stanowoigebirges bis zu ihrer Mündung bei Ust-Njukscha in die Oljokma. Im Oberlauf ist die Njukscha reich an Stromschnellen. Die Njukscha ist 583 km lang. Ihr Einzugsgebiet umfasst 32.100 km². Der mittlere Abfluss (MQ) in Mündungsnähe beträgt 310 m³/s. Der Fluss ist zwischen Oktober und Ende April eisbedeckt. Wichtigster Nebenfluss der Njukscha ist die Loptscha (Лопча) von links.